# لیراوی
لیراوی از بزرگترین ایلات لر و از لرهای جنوبی می باشد.
ایل لیراوی(لیراوی ها) از ایلات لر بزرگ هستند. که به گویش لری لیراوی از شاخه لری جنوبی سخن می گویند.
محدوده سکونت لیراوی ها از سواحل خلیج فارس از استان بوشهر تا رشته کوه های زاگرس است.
لیراوی در گذشته شامل لیراوی کوه و دشت بود و ساختار بزرگ و قدرتمندی داشت ولی امروزه هر کدام از بخش لیراوی کوه، ایلی جداگانه است و از لیراوی جدا شده و در حال حاضر منظور از لیراوی فقط طوایف لیراوی دشت می باشد.

## بلوک لیراوی
بلوک(دهستان) لیراوی(دشت لیراوی) با ۳۶ روستا در بین بندر دیلم و بندر گناوه بوده است که از سال ۱۳۷۴ به چهار دهستان دهستان لیراوی شمالی، دهستان لیراوی میانی، دهستان لیراوی جنوبی و دهستان لیراوی حومه در استان بوشهر تقسیم شده است.
برای کسب اطلاع از تاریخ این ناحیه از ایران زمین و مناطق تاریخی و تحولات آن می‌توانید به کتاب " هفت شهر لیراوی و بندر دیلم " نوشته علیرضا خلیفه زاده مراجعه نمایید.

## تقسیمات
لیراوی کوه : شامل ایلات زیر می باشد.
لیراوی کوه در گذشته جزو لیراوی بوده ولی امروزه به دلیل جمعیت زیاد لیراوی کوه هر کدام ایلی جداگانه گشته و دیگر آنها را با نام لیراوی نمی شناسند ولی همگی آنها ریشه ی خود را لیراوی می دانند.
۱ بهمئی
۲ طیبی
۳ شیرالی
۴ یوسفی
۵ خدری
لیراوی دشت : شامل طوایف زیر است.
در حال حاضر منظور از لیراوی، طوایف لیراوی دشت است.
۱ فلاحتی
۲ گله گیر
۳ علیزاده
۴ طاهری 
۵ خضری
۶ باباحسنی
۷ خواجه گیری
۸ اکبرغالبی
۹ چاه تلخی
۱۰ کاوی
۱۱ احمدحسنی
۱۲ ابوالفتحی
۱۳ بویراتی
۱۴ گرّه ای
۱۵ کنارکوهی
۱۶ مظفری 
۱۷ درویشی 
۱۸ باغبان

## گویش لری لیراوی
لری لیراوی یکی از گویش‌های لری از شاخه لری جنوبی رایج در بندر دیلم، بندر گناوه، هندیجان، بندر ماهشهر، دشتستان، جنوب بهبهان و بخش زیدون می‌باشد.

## تاریخ
به گفته شهاب الدین العمری طوایفی از لرها در سوریه و مصر زندگی می‌کردند اما صلاح الدین ایوبی از چالاکی و زبردستی آن‌ها در بالا رفتن از صخره‌ های سرسخت به وحشت افتاد و دستور قتل‌عام آن‌ها را صادر کرد. این روایت شاید علل برگشت این طوایف لر را به لرستان تا حدی روشن کند. اسکندر امان الهی نیز ضمن تأیید نظر مینورسکی دلایل دیگری را نیز برای اشتباه بودن گفته حمدالله مستوفی ذکر کرد و از لیراوی به عنوان اولین ایلات لر یاد کرده‌ است. به گفته او زمان مهاجرتی که حمدالله مستوفی ذکر کرده با تاریخی که شهاب الدین العمری برای قتل‌عام لرها در سوریه و مصر آورده یکی است و طوایف مهاجر از سوریه  همان لرهایی هستند که صلاح الدین ایوبی آنان را وادار به برگشت به لر بزرگ کرد.
نخستین شخصیت تاریخی طایفه لیراوی شیخ محمود لیراوی در اواخر سال ۷۹۲ توسط شاه منصور آل مظفر حکومت قلعه گل و گلاب - زیدان و بندر مهروبان را به دست گرفت. (مثلثی که حدود جغرافیایی دشت لیراوی را تعیین می‌کند)
لیراوی‌ ها در طول ۷۰۰–۸۰۰ سال اخیر نقش برجسته ای در تاریخ ایران زمین داشته‌اند.مانند امیر جلال الدین مسعود شاه لیراوی [۸۶۷تا ۸۹۶] که فرماندهی قراقوینلوها و امارت دیوان اغوزی آق قویونلوها را برعهده داشت و در شمار «امرای کبار» فارس بود.

۲۰ ام دی ماه هر سال لیراوی ها اعم از کوه و دشت گرد هم می آیند و روز لیراوی را جشن می گیرند.

## جغرافیا
پراکندگی لیراوی های دشت:
استان بوشهر: دهستان‌های لیراوی در دیلم (دهستان لیراوی جنوبی - دهستان لیراوی میانی - دهستان لیراوی شمالی - دهستان حومه) ، گناوه ، دهستان انگالی در بوشهر ، بخشی از دشتستان و تنگستان
استان فارس: بخش جره و بالاده ، روستای سیف آباد در شهرستان کازرون ، روستای گوریگاه و روستای بورکی در بخش خشت
استان چهار محال و بختیاری: روستای لیراوی (لیرابی) در شهرستان اردل ، منطقه حفاظت شده لیراوی (لیرابی) در بخش پشت کوه خانمیرزا
استان خوزستان: بخش هایی از هندیجان ، ماهشهر ، امیدیه ، بهبهان ، رامهرمز ، آغاجاری و ...